# Neokonzervativizmus
A neokonzervativizmus politikai mozgalma az 1950-es évektől kezdve jelent meg. Az angolszász (brit és amerikai) politika ideológiai tájképét a hetvenes évek második felétől kezdve a neokonzervativizmus szellemi-politikai irányzata alapjaiban formálta át. Fontos megjegyezni, hogy a “neokonzervativizmus” jelző kétféle értelemben használatos. Egyrészt az angolszász országokban a hetvenes években kialakult, a liberalizmus elveit követő konzervativizmusát, másrészt a szintén ez időben jelentkező elsősorban külpolitikai orientáltságú irányzatát értik alatta. 2001. szeptember 11-ei terrortámadások után ez vált a világpolitika-formáló amerikai eszmévé. A neokonzervativizmus első győzelmének Barry Goldwater 1964-es elnökjelöltségét tartják. A Reagan-kormányzat és a két Bush-kormány alatt már kifejezetten erősnek számított.

## A neokonzervatív szellemiség
A neokonzervatív gondolkodás kialakulását és az amerikai politikában való megjelenését az ötvenes évekre tehetjük. Érdekes megemlíteni, hogy az alapvetően protestáns amerikai szellemi alapjai mellett a neokonzervatív gondolat specifikusan zsidó intellektuális gyökereit. Ugyanis a negyvenes években New Yorkban, a City College of New York (CCNY) hallgatói közül kerültek ki a neokonzervatívok első generációja, többek között Irving Kristol, Seymour Martin Lipset és Nathan Glazer.
Az elkötelezetten baloldali csoport legfőbb jellemzője az erőteljes antikommunizmus, és a kommunizmussal rokonszenvező liberálisokkal szembeni ellenérzés volt. Fontos megemlíteni, hogy ez a fajta antikommunizmus, amely az illúzióit vesztett baloldalt jellemezte, meglehetősen eltér a tradicionális amerikai jobboldal antikommunizmusától. Az utóbbi azért szállt szembe a kommunizmussal, mert az egy ellenséges külföldi hatalomhoz kötődött, ateista és szabadpiac-ellenes volt. Az antikommunista baloldal ezzel szemben rokonszenvezett a kommunizmus társadalmi és gazdasági törekvéseivel, azonban a harmincas és negyvenes évek folyamán felismerte, hogy a „létező szocializmus” a saját maga által kinyilvánított idealista célokat semmibe vevő és nem kívánt következmények jellemezte szörnyeteggé vált.
Fontos megjegyezni, hogy ugyanakkor az először Ronald Reagannél megjelenő sajátos külpolitikai irány nem itt keresendő. Ugyanis Strauss-szal és a straussiánusokkal szokás összefüggésbe hozni a neokonzervatívokkal áthatott külpolitikát. Azonban Leo Strauss egyáltalán nem foglalkoztatta a külpolitika, ellenben tanítványai közül sokan törekedtek filozófiai eszményeit politikai gyakorlattá tenni. Legjobb példa erre a Bush-adminisztrációban is fontos szerepet betöltő Paul Wolfowitz és Richard Perle tanára, Albert Wohlstetter (akik habár soha nem mondták magukat nyíltan neokonzervatívnak, ugyanakkor simán betagozódtak ebbe a mozgalomba, mivel súlyosnak tartották a szovjet fenyegetést). A neokonzervatív külpolitika legfontosabb, és mindmáig meghatározó teoretikusának azonban Jeane Kirkpatrick számít.
A hetvenes évek amerikai külpolitikáját két irányzat vitája jellemezte. Az egyik a Richard Nixon és Henry Kissinger nevéhez köthető realizmus iskolája, a másik pedig az emberi jogok feltétlen tiszteletben tartását és terjesztését hirdető idealizmus külpolitikája, amelynek megvalósítására Jimmy Carter tett kísérletet. Ebben az időben a neokonzervatívok e két gondolat ötvözését (a realizmus mint hagyomány és az idealizmus mint ideológia) ajánlották. Ezt nevezték el neorealizmusnak, amelynek megvalósítására Ronald Reagan megválasztása után nyílt lehetőség.
Sokan hajlamosak a Reagan-kormányzat külpolitikájával kapcsolatban nagyobb jelentőséget tulajdonítani a tanácsadóknak, mint magának az elnöknek. Jó példa erre Paul Nitze, vagy a neokonzervatív jogászprofesszor, Eugene Rostow, akik mesterien értettek a kormányzat különböző ágainak manipulálásához. Azonban a neokonzervatívokkal összhangban Reagan is azt gondolta, hogy a kommunizmus legyőzéséhez az amerikai akaraterő és erkölcsi fölény kinyilvánítására van szükség.
Ebben az időben kezdődött a „jó” és „gonosz birodalom” fogalmak használata, amely egyrészt az amerikai vallásos érzületet jól mutatja, másrészt a külpolitika erkölcsi tartalommal való felruházását, amely a neokonzervatív gondolkodás meghatározó sajátossága. Ugyanis a neokonzervatívok szerint a modern politika keretei között az ideologikus, általános eszmékre, elvont elvekre épülő politizálási stílus korlátozott alkalmazása fontos részét képezi a sikeres politikai fellépésnek.
Összességében elmondható, hogy a nixoni-kissingeri érdekrealista, majd a carteri emberi jogi idealista külpolitika neokonzervatív bírálata, válasza volt Ronald Reagan elnöksége. Az ő idején egy újfajta neorealista külpolitikai irányvonal vette kezdetét, amelynek hatására új, a neokonzervatív attitűdnek megfelelő stratégiai elemekre alapozták a külpolitikát. A neokonzervatív és az amerikai konzervativizmus más válfajainak összefonódása folytán nehéz meghatározni a specifikusan neokonzervatív nézeteket. A neokonzervativizmus kortárs ellenfelei jócskán eltúlozzák a magukat neokonzervatívoknak vallók körében a nyolcvanas évek óta létező nézetazonosságot. Az egyet nem értés különösen jellemzővé vált 1989-1991, a kommunizmus váratlan összeomlása után, amikor a külpolitikai egység elillant, és a neokonzervatívok a hidegháború utáni világban maguk között vitatkozni kezdtek az amerikai nemzeti érdekek természetéről.
A neokonzervatívok többségét egyesítette a rendszer természetének fontosságában való hit és a realizmushoz implicit módon hozzátartozó relativizmussal szembeni ellenségesség. Ugyanakkor a kilencvenes évek elején nem volt közös álláspont neokonzervatív körökben arról, hogy milyen mértékben kell megjelennie az Egyesült Államok külpolitikájában a demokrácia pártfogolásának vagy az emberi jogi kérdéseknek, illetve hogy milyen mértékű legyen Amerika elkötelezettsége a világ ügyeiben.

## A neokonzervativizmus kilencvenes évekbeli válsága
Az amerikai neokonzervatívoknak a nyolcvanas évektől kezdődően megindult a betagozódása a konzervatív mozgalom főáramlatába. A kilencvenes évek közepére általános vélekedésnek számított, hogy a neokonzervativizmus mint önálló politikai-ideológiai irányzat megszűnt, mivel legfontosabb célkitűzései megvalósultak, és beépültek nemcsak a Republikánus, hanem a Clinton-féle „új demokraták” ideológiájába is. Ezt jól mutatja egy 1996-ban Podhoretz által írt cikk: „(...) ez a haláleset inkább ünneplésre, mintsem szomorúságra ad okot. Mert ami a neokonzervativizmust megölte, az nem a vereség volt, hanem s győzelem. nem a kudarcba halt bele, hanem a sikerbe.”
A szintén 1996-ban, Toward a Neo-Teaganite Foreign policy címen a Foreign Affairsben megjelent írás pedig a hetvenes évekhez hasonlítják a kilencvenes években kialakult külpolitikai-ideológiai légkört: a Clinton-féle Carterhez hasonló wilsoni multilateralizmus és a Kissinger republikánus követőinek “fantáziátlan” realizmusa. E szerint Amerikának ismét a Reagan által képviselt, a katonai és erkölcsi-ideológiai felsőbbrendűségen alapuló külpolitikára van szükség.
2001. szeptember 11-én aztán az ifjabb Kristol és társai által a korábbi években lefektetett külpolitikai irányváltás alapjai segítségével ténylegesen kézbe tudták venni az események irányítását. Ezt Francis Fukuyama „neokonzervatív pillanatnak” nevezi., ugyanis Washingtonban az iraki háborút sokan úgy emlegetik, mint „Kristol háborúja”. Ugyanakkor látni kell a neokonzervatívok nézetkülönbségeit a háborúval kapcsolatban, mivel „Kristol háborúja” nem Jeane Kirkpatrické, ugyanis ő ellenezte az iraki beavatkozást.
Az 1960-as évektől kezdődően a nemzetek feletti identitás elsődlegessé vált, eltüntetve a nemzeti identitást. Szeptember 11. azonban tragikus és drámai módon ismét a figyelem középpontjába helyezte a nemzeti identitást. Ugyanis az országukat ért támadás után az amerikaiak újra felfedezték nemzeti identitásukat. Márpedig az, hogy az amerikaiak miként határozzák meg nemzeti identitásukat, nagymértékben befolyásolja, hogy országuk kozmopolita, imperialista vagy nacionalista módon viszonyul-e a világ többi részéhez.

## 9/11, A „neokonzervatív pillanat”
Francis Fukuyama szerint a világon ma nincs elegendő nemzetközi intézmény, amely legitimációval ruházhatná fel a kollektív cselekvést. Ugyanakkor már a kilencvenes évek folyamán sok neokonzervatív azt hangoztatta, hogy „az Egyesült Államoknak azért kell élnie katonai fölényével, hogy jóindulatú hegemóniát juttasson érvényre a világ stratégiailag fontos részein”.
A Bush-adminisztráció úgy vélte, hogy Irak megtámadásakor nem szűkkeblű önérdekből cselekszik, hanem a globális közjót szolgálja. Sokak szerint a Bush-kormány semmibe vette a nemzetközi közvéleményt és a multimédiás intézményekből állítólag fakadó legitimációt. Szerintük a nemzetközi rendszer nem annyira ex ante, mint inkább ex post ismeri el legitimnek a történéseket, és hogy a világpolitika kollektív döntéshozó intézményeit jellemző gyengeség folytán az Egyesült Államoknak előbb kell cselekednie, és utóbb megszereznie a jóváhagyást.
Ezt a jellegzetes amerikai kivételességtudatot, amely a nemzetközi legitimáció ilyen mértékű meglétét feltételezi, amerikanizmusnak nevezzük. Ez az amerikai kivételességtudaton alapuló politikai ideológia, amelyet a neokonzervatívok teljes mértékben magukévá tettek, erőteljes térítő jellegű küldetéstudattal is párosulva az amerikai értékek „exportálását”, világméretű terjesztését tartja egyik fő céljának.
A már említett jellegzetes dichotomizáló szemlélettel „jókra” és „rosszakra” osztja fel a világot, az „egyetemes jó”, az „univerzális értékek” nevében térítő harcot hirdetve a „rosszak” ellen. Ez a neokonzervatív gondolkodásmód az egész amerikai külpolitikát hatalmába kerítve az amerikai globális hatalmi érdekek megvalósulását segíti elő.
Hosszú időn keresztül az amerikai külpolitika meghatározó elve az izolacionizmus volt, a nem különösebb törődés azzal, mi történik a világ más részein. Mindenki csak saját magával törődjön, mindenki maga dolgozzon meg a saját boldogulásáért. Azonban, a neokonzervativizmus megjelenésével és az amerikai külpolitikában betöltött szerepének növekedésével, az izolacionizmust egyre inkább az internacionalizmus váltotta fel.
Az amerikai kivételességtudattól áthatott külpolitika az amerikai globális szuperhatalmi pozíciókból eredő kötelezettségnek, egyúttal lehetőségnek tartja az amerikai, vagyis egyetemes értékek terjesztését szerte a világon. Azonban az amerikai hagyomány része az is, hogy az Egyesült Államok maga háborút nem kezdhet, legfeljebb védekező háborút viselhet. Bármiféle konfliktusba az Egyesült Államok alapvetően akkor avatkozhat be, ha valamilyen veszély fenyegeti a nemzet biztonságát. Külföldi szerepvállalásának ma is egyetlen indoka a nemzetbiztonsági érdek. Ezt a hazai közvélemény el tudja fogadni, és lelkes támogatójává válhat, ha ez egyfajta „univerzális morál” nevében a „rossz” ellen vívott harccal kapcsolódik össze, amelynek következménye így a demokrácia megvalósulása, a szabadság biztosítása vagy az emberi jogok tiszteletben tartatása.

## Összegzés
Összességében elmondható, hogy a neokonzervativizmus az amerikai konzervativizmus és az atlanti kultúrkör hagyományainak sikeres és autentikus aktualizálása, amely 2001. szeptember 11-i események hatására mára világpolitika-formáló amerikai eszmévé vált.
A neokonzervativizmus jellegzetesen amerikai jelenség. Összegezve a fentiek alapján az amerikai külpolitikára vonatkozó neokonzervatív téziseket:
- patriotizmus
- bármiféle „világkormány” elutasítása, mivel az világméretű zsarnoksághoz vezetne. Ebből következően gyanakodva tekint és bizalmatlan a nemzetközi intézményekkel szemben
- világos különbségtétel barátok és ellenségek között
- egy nagyhatalom számára a „nemzeti érdek” fogalma túlterjed az országhatárokon, emellett ideológiai töltetű is

A Bush-kormányok nyilvánvaló követendő példaként a Reagan-adminisztráció sikerének három elemét jelölték meg: erős hadsereg, az amerikai érdekeket érvényesítő külpolitika és az Egyesült Államok globális felelősségét elfogadó nemzeti vezetés.
A neokonzervatívoknál sincs konszenzus a külpolitikát illetően. Míg a Bush-adminisztrációban szerepet vállaló neokonzervatív tanácsadók az egyértelmű és határozott „demokrácia-export” hívei voltak, valamint a közel-keleten való határozott fellépés mellett foglaltak állást. Ettől eltérően a Francis Fukuyama fémjelezte irányzat George W. Bush tanácsadóinak nézeteit elítélte és elhatárolódott tőle. Ennek egyrészt az lehet az oka, hogy mivel a neokonzervativizmusnak nem alakult ki vezérirányzata, ezáltal egyértelműen megállapítható a nagymértékű heterogenitás. Ez az oka annak, hogy a neokonzervativizmust, mint ideológia definiálása az egymástól független, ugyanakkor magukat neokonzervatívaknak tartó személyek által különböző szempontok szerint történt (gondoljunk akár Irving Kristolra, vagy Jeane Kirkpatrickre).

## Neokonzervatív kötődésű média, intézmények

### Intézmények
- American Enterprise Institute
- Bradley Foundation
- Foundation for Defense of Democracies
- Henry Jackson Society
- Hudson Institute
- Jewish Institute for National Security Affairs
- Project for the New American Century
- Strategic Studies Group GEES

### Neokon sajtótermékek, neokon tanokat megjelenítő média
- Commentary
- Weekly Standard
- Front Page Magazine
- The National Interest
- National Review
- Policy Review
- The Public Interest

## Kritika a tömegkultúrában

### Zene
- The Rolling Stones: Sweet Neo Con (A Bigger Bang album (2005)) az amerikai neokonzervativizmus kritikája az iraki háborúra, Halliburtonre, George W. Bushra és Condoleezza Rice-ra való utalással

### Paródiák
- (angol)Andrew Hearst, „Help the Warmongers Help Themselves”, Vanity Fair, October 2006.
- (angol)Derek Copold, Jonah Goldberg Concludes Quest for First "Pope of All Islam", Texas Mercury, May 01, 2002. Archived 13 June 2006 on the Internet Archive.

## Neokonok(ról) Magyarországon
- Békés Márton: Amerikai neokonzervativizmus...
- "A neokonzervativizmus megértéséhez nem elegendő egy kétflekkes cikk" – interjú Békés Mártonnal
- Gadó János: A neokonzervatív külpolitika és Izrael
- Irving Kristol: A neokonzervatív meggyőződés
- Lánczi András: A neokonzervatív filozófia
- Novák Attila: A neokonzervativizmus helyzete Magyarországon
- Seres László: A neokon kihívás
- Mándi Tibor: Ideológia és hagyomány. A politikai tudás problémája az angolszász konzervatív és neokonzervatív politikai gondolkodásban; Századvég, Budapest, 2012
- Rod Dreher: Hazugság nélkül élni. Keresztény másként gondolkodók kézikönyve; ford. Mészáros Julianna; MCC Press, Budapest, 2022

## További irodalom tematikus rendben
- (angol)Lawrence Auster, Buchanan's White Whale, FrontPageMag, March 19, 2004. Accessed online 16 September 2006.
- (angol)Joyce Battle, ed., Shaking Hands with Saddam Hussein: The U.S. Tilts toward Iraq, 1980-1984, National Security Archive Electronic Briefing Book No. 82 February 25, 2003. Accessed online 16 September 2006.
- (angol)Patrick J. Buchanan, Whose War, The American Conservative, March 24, 2003. Accessed online 16 September 2006.
- (angol)George W. Bush, Gerhard Schroeder, et al., Transcript: Bush, Schroeder Roundtable With German Professionals, The Washington Post, February 23, 2005. Accessed online 16 September 2006.
- (angol)Ira Chernus, Monsters To Destroy: The Neoconservative War on Terror and Sin. Boulder, CO: Paradigm Publishers, 2006. ISBN 1-59451-276-0
- (angol)John Dean, Worse Than Watergate: The Secret Presidency of George W. Bush (Little. Brown, 2004) ISBN 0-316-00023-X (hardback) – Deeply critical account of neo-conservatism in the administration of George W. Bush.
- (angol)David Frum, Unpatriotic Conservatives, March 19, 2003, National Review online. The piece appears in the April 7, 2003, issue of National Review. Accessed online 16 September 2006.
- (angol)Mark Gerson, ed., The Essential Neo-Conservative Reader (Perseus Publishing, 1997) ISBN 0-201-15488-9 (paperback) or ISBN 0-201-47968-0 (hardback)
- (angol)Mark Gerson, Norman's Conquest: A Commentary on the Podhoretz Legacy, Policy Review, Fall 1995, Number 74. Accessed online 16 September 2006.
- (angol)John Gray, Black Mass, (Allen Lane 2007) ISBN 978-0-7139-9915-0
- (angol)Jim Hanson, The Decline of the American Empire, (Praeger Publishers, 1993) ISBN 0-275-94480-8
- (angol)Halper, Stefan & Clarke, Jonathan, America Alone: The Neo-Conservatives and the Global Order (Cambridge University Press, 2004) ISBN 0-521-83834-7
- (angol)Robert Kagan et al., Present Dangers: Crisis and Opportunity in American Foreign and Defense Policy (Encounter Books, 2000) ISBN 1-893554-16-3.
- (angol)Kristol, Irving. Neo-Conservatism: The Autobiography of an Idea: Selected Essays 1949-1995. New York: The Free Press, 1995. ISBN 0-02-874021-1 (10). ISBN 978-0-02-874021-8 (13). (Hardcover ed.) Rpt. as Neoconservatism: The Autobiography of an Idea. New York: Ivan R. Dee Publisher, 1999. ISBN 1-56663-228-5 (10). (Paperback ed.)
- (angol)"What Is a Neoconservative?" Newsweek, January 19, 1976.
- (angol)Kalle Lasn, Why won't anyone say they are Jewish?, Adbusters, March/April 2004. Accessed online 16 September 2006.
- (angol)Michael Lind, "A Tragedy of Errors" Archiválva 2005. április 23-i dátummal a Wayback Machine-ben, The Nation, February 23, 2004, 23-32.
- (angol)Tod Lindberg, "Neoconservatism's Liberal Legacy." Policy Review, 127 (2004): 3-22.
- (angol)James Mann, Rise of the Vulcans: The History of Bush's War Cabinet. (2004) Viking. ISBN 0-670-03299-9 (cloth)
- (angol)Sam Manuel, Jew-hatred, red-baiting: heart of claims of ‘neocon’ conspiracy, The Militant (U.S.), June 28, 2004. Accessed online 16 September 2006.
- (angol)Georg Mascolo, "A Leaderless, Directionless Superpower": interview with Ex-Powell aide Wilkerson, Spiegel Online, December 6, 2005. Accessed 16 September 2006.
- (angol)Joshua Muravchik, "Renegades" Commentary, October 1, 2002. Bibliographical information is available online, the article itself is not.
- (angol)Joshua Muravchik, "The Neoconservative Cabal", Commentary, September, 2003. Bibliographical information is available online, the article itself is not.
- (angol)Joseph Prueher, letter Archiválva 2021. február 11-i dátummal a Wayback Machine-ben with U.S. apology to China over spy plane incident, April 11, 2001. Reptroduced on sinomania.com. Accessed online 16 September 2006.
- (angol)Norman Podhoretz, The Norman Podhoretz Reader. New York: Free Press, 2004. ISBN 0-7432-3661-0
- (angol)Michael C. Ruppert, Crossing the Rubicon: The Decline of the American Empire at the End of the Age of Oil, New Society Publishers, 2004. ISBN 0-86571-540-8
- (angol)Claes G. Ryn, America the Virtuous: The Crisis of Democracy and the Quest for Empire. Transaction Publishers, 2003. ISBN 0-7658-0219-8 (cloth).
- (angol)Irwin Stelzer (ed), Neoconservatism, Atlantic Books 2004
- (angol)Grant F. Smith, Deadly Dogma: How Neoconservatives Broke the Law to Deceive America, ISBN 0-9764437-4-0
- (angol)Stephen Solarz et al., Open Letter to the President, February 19, 1998, online at IraqWatch.org. Accessed 16 September 2006.
- (angol)Peter Steinfels. The Neoconservatives: The Men Who Are Changing America's Politics. (New York: Simon and Schuster, 1979.) ISBN 0-671-22665-7.
- (angol)Leo Strauss, Natural Right and History. (University of Chicago Press, 1999) ISBN 0-226-77694-8.
- (angol)Leo Strauss, The Rebirth of Classical Political Rationalism. (University of Chicago Press, 1989) ISBN 0-226-77715-4.
- (angol)Jay Tolson, The New American Empire?, U.S. News, January 13, 2003. Accessed online 16 September 2006.
- (angol)Joseph Wilson, The Politics of Truth. (2004) Carroll & Graf. ISBN 0-7867-1378-X.
- (angol)Bob Woodward, Plan of Attack. (2004) Simon and Schuster. ISBN 0-7432-5547-X.
- (angol)Wes Vernon China Plane Incident Sparks Re-election Drives of Security-minded Senators, NewsMax.com, April 7, 2001. Accessed online 16 September 2006.
- (angol)The NeoCon Reader, edited by Irwin Stelzer, ISBN 0-8021-4193-5
- (angol)The Neoconservative Vision, Mark Gerson, ISBN 1-56833-100-2.
- (angol)Neocon Middle East Policy: The 'Clean Break' Plan Damage Assessment, edited by Grant F. Smith, ISBN 0-9764437-3-2
- (angol)Neoconservatism: Why We Need It, Douglas Murray, ISBN 1-59403-147-9
- (angol)The Neoconservative Mind, Gary Dorrien, ISBN 1-56639-019-2
- (angol)Monsters To Destroy: The Neoconservative War on Terror and Sin, Ira Chernus, ISBN 1-59451-276-0
- (angol)John Ehrman, The Rise of Neoconservatism: Intellectual and Foreign Affairs 1945—1994, Yale University Press, 2005, ISBN 0-300-06870-0.
- (angol)Murray Friedman. The Neoconservative Revolution: Jewish Intellectuals and the Shaping of Public Policy. Cambridge University Press, 2006. ISBN 0-521-54501-3.

### Általában a neokonzervativizmus történetéről
- (angol)Christian Science Monitor: Neocon 101
- (angol)Michael Lind. How Neoconservatives Conquered Washington, Salon.com, April 9, 2003.
- (angol)Jack R. Fischel, The Rise of Neoconservatism Archiválva 2007. november 27-i dátummal a Wayback Machine-ben (book review).

### Kik a neokonok?
- (angol)Max Boot. What the Heck Is a 'Neocon'? An attempt to deny, in sharp contrast to Kristol, the very existence of neoconservatism
- (angol)Zachary Selden, Director of the Defence and Security Committee of the NATO Parliamentary Assembly: Neoconservatives and the American Mainstream
- (angol)Bill Steigerwald: So, what is a 'neocon'?
- (angol)Irwin Stelzer: Nailing the neocon myth Archiválva 2008. január 13-i dátummal a Wayback Machine-ben.
- (angol)The Christian Science Monitor, "Neoconservatism: Key Figures."

### A neokonzervativizmus elméleteinek magyarázata
- (angol)Irving Kristol. The Neoconservative Persuasion Archiválva 2003. augusztus 16-i dátummal a Wayback Machine-ben
- (angol)The Christian Science Monitor, "Q&A: Neocon power examined." (Max Boot discusses the extent of neoconservative influence with The Christian Science Monitor.)
- (angol)Donnelly, Thomas, "The Underpinnings of the Bush Doctrine," AEI Online. February 1, 2003.

### A neokonzervativizmus kritikája
- (angol)Dan Adleman. Rockefeller and the Birth of Neoconservatism
- (angol)Francis Fukuyama, After Neoconservatism – archived copy of original New York Times article. Also available in .pdf
- (angol)International Relations Center's RightWeb – critical analysis and biographies of important neoconservatives.
- (angol)Alexander S. Peak. Conservative Socialism. A libertarian critique of neoconservatism, likening it to socialism. LewRockwell.com. Also available in .pdf
- (angol)William Norman Grigg. Neoconservative fascism. A libertarian critique of neoconservatism, likening it to fascism. LewRockwell.com

### A neokonzervativizmus konzervatív kritikája
- (angol)Paul Gottfried: What’s In A Name? The Curious Case Of “Neoconservative”
- (angol)Conservatives, Neoconservatives, Paleoconservatives: What Next? by Paul Gottfried.
- (angol)Claes G. Ryn, "The Ideology of American Empire". Orbis 47 (2003), 383-397. A longer and more scholarly traditional conservative critique.
- (angol)Zmirak, J.P., "America the Abstraction," A conservative critique of neoconservatism.
- (angol)Why do NeoCons hate France? Why real conservatives should be pro-France.
- (angol)Nation or Notion? by Patrick J. Buchanan
- (angol)Strauss & the Straussians Archiválva 2021. augusztus 12-i dátummal a Wayback Machine-ben by Paul Gottfried.
- (angol)Strauss & History by Claes G Ryn.

### Neokonzervativizmus, Leo Strauss és trockizmus
- (angol)Ben Jelloun, Mohammed, Swans.com: Wilsonian Or Straussian Post-Cold War Idealism? (A postcolonial-Nietzschean view)
- (angol)Shadia Drury. Leo Strauss and the neoconservatives, Evatt Foundation, September 11, 2004.
- (angol)Review of The Truth About Leo Strauss
- (angol)Ami Eden, "Now it's Trotsky's fault?" – A sceptical look at the existence of a Trotskyist – Neoconservative link.
- (angol)Bill King: Neoconservatives and Trotskyism Challenges the view that there is a relation between the neocons and Trotskyism
- (angol)Justin Raimondo. Trotsky, Strauss, and the Neocons, Antiwar.com, June 13, 2003.
- (angol)Justin Raimondo. The Imperial Delusion
- (angol)Ben Ross: George Bush's Philosophers Left-liberal account of neoconservatism's origins
- (angol)Alan Wald, History News Network: Debate with Michael Lind on neoconservatism and Trotskyism
- (angol)Left-wing account of the Neocon development and influence- The Philosophy of Leo Strauss: Oligarchs with Myths
- (angol)Logos Spring 2004 Issue: Confronting Neoconservatism Archiválva 2007. szeptember 27-i dátummal a Wayback Machine-ben. Several articles on the different aspects of neoconservatism.

### Neokonok és a zsidók
- (angol)Kevin B. MacDonald, Neoconservatism and American Jewry in Occidental Quarterly
- (angol)Gorin, Julia, "Blame It on Neo," Opinion Journal. September 23, 2004 – "Just because we call ourselves "neocons," it doesn't mean you can."
- (angol)Robert J. Lieber, Chronicle of Higher Education The Left's Neocon Conspiracy Theory[halott link]
- (angol)Jim Lobe. Attacking Neo-Cons From the Right (Review of America Alone: The Neo-Conservatives and the Global Order, a critique by two center-right authors)
- (angol)Murray Friedman. The Neoconservative Revolution: Jewish Intellectuals and the Shaping of Public Policy. Cambridge University Press, 2006. ISBN 0-521-54501-3.